# ФК Дунатај Богојево
ФК Дунатај је некадашњи аматерски фудбалски клуб из Богојева.